# Kiến Giang
Ne doit pas être confondu avec Province de Kiên Giang.
Kiến Giang est une ville du Viêtnam, chef-lieu du comté de Lệ Thủy, dans le sud de la Province de Quảng Bình. Elle est située sur la rivière Kiến Giang, à 40 km au sud du chef-lieu de province Đồng Hới. Sa superficie est 4,4 km², la population de 6645 personnes (2007). L’économie de la ville est basée sur le commerce des produits agricoles des environs.
Elle abrite aussi la maison natale du Général Giap (nhà lưu niệm Võ Nguyên Giáp).